# Everyman
Everyman (z ang. każdy człowiek) – określenie bohatera średniowiecznych  moralitetów, na którego miejscu mógł się postawić każdy widz – był to bohater o uniwersalnych cechach. Stawiany był wobec upersonifikowanych alegorii dobra i zła, które walczyły o jego duszę.
Samo określenie everyman zaczerpnięto z tytułu angielskiego moralitetu z XV wieku, The Somonyng of Everyman, będącego przekładem niderlandzkiego oryginału Elckerlijc.
Bohater tego typu występował na przykład w książkach:
- Proces Franza Kafki – Józef K.
- Kartoteka Tadeusza Różewicza – bezimienny Bohater